# Enrico Prati
Enrico Prati (Piacenza, 1842 – Paderna, 1913) è stato un pittore e scenografo italiano.

## Biografia
Figlio di Antonio Prati, anch'egli pittore, studiò all'Accademia di Belle Arti di Parma, con Gaetano Signorini, Francesco Scaramuzza, Agostino Marchesi, Giacomo Giacopelli e Girolamo Magnani. Dopo quattro anni di studio tornò a Piacenza, dove si occupò di pittura decorativa e scenografia sotto il padre e Giuseppe Badiaschi. Dipinse anche a olio, e dipinse vedute degli interni del duomo di Piacenza e San Sisto, che espose nel 1868 a Milano. Dipinse anche ritratti, completando, tra altri, quello di monsignor Mascaretti, vescovo di Susa, rinvenuto nel Convento Carmelitano di Concesa d'Adda, dei conti Domenico e Francesco Cicala, del signor Corvi, del deputato Pasquali e del vescovo Scalabrini. Dipinse affreschi per il presbiterio e la cupola della chiesa campestre di Pontenure, e nella cappella del Rosario della chiesa madre di Castel San Giovanni.